# Cis biarmatus
Cis biarmatus es una especie de coleóptero de la familia Ciidae.

## Distribución geográfica
Habita en La costa del Pacífico de América del Norte.